# Экспериментальные методы лечения рака
Экспериментальные методы лечения рака — это новые и не полностью опробованные виды терапий, которые находятся на стадии научных, клинических исследований и экспериментов, которые не были включены в терапевтические стандарты, принятые в онкологии ВОЗ. Эффективность и безопасность любой экспериментальной методики требует дальнейшего изучения, поскольку нет полной информации о действии лечения на раковые клетки и организм. Однако предполагается наличие научной гипотезы, которая объясняет то, какие эффекты ожидаются и почему. Экспериментальные виды лечения, в отличие от знахарских и целительских методик, предполагают наличия достаточного научного обоснования и участие врача.. Применение экспериментальных методов лечения у пациентов требует особого юридического оформления, в отличие от использования стандартной терапии. Экспериментальные методы лечения могут быть эффективными, однако их внедрение в практику здравоохранения зависит от выполнения сложных административных процедур, которые в наши дни стандартизированы для всех стран.

## История
Ещё с древних времён люди имели представление о существовании рака и злокачественных заболеваниях. Рак — старая проблема человечества. Это заболевание известно с глубокой древности. Например, археологические раскопки показали, что признаки злокачественных опухолей были обнаружены у египетских мумий В прошлом, когда свирепствовали эпидемии чумы, холеры, тифа, от которых умирали миллионы людей, проблема рака не была актуальной. Люди зачастую не знали от чего умирали, так как рак — это не то заболевание, которое можно легко распознать.
После того, как уровень развития общества стал подниматься и продолжительность жизни увеличилась, проблема рака стала острой. Это требует разработки новых методов лечения. Экспериментальные методы лечения — важная часть медицины, без этого невозможно развитие. Стандартные виды современной терапии в своё время были экспериментальными.
Основание экспериментальной онкологии заложили русский врач, патологоанатом Михаил Матвеевич Руднев и его ученик  —  ветеринарный врач Мстислав Александрович Новинский. В 1870 году Руднев впервые отметил, что опухолевые клетки способны к амёбовидному движению, что позволило предположить возможность перевивки опухоли.  А в 1876 году Новинский впервые в мире осуществил успешную перевивку (трансплантацию) злокачественных опухолей на животных. Он провёл не только первичные, но и вторичные перевивки, тем самым положив начало созданию опухолевого штамма. На пересаженных и привившихся опухолях были изучены многие морфологические и биохимические особенности опухолевой ткани. Разработанная Мстиславом Александровичем методика перевивки новообразований в основном сохранилась до наших дней.
До середины 20 века экспериментальные методы лечения никак не регламентировались. Нередко проводились опыты над людьми без их согласия или без полной информированности о лечении. Это вызвало необходимость создания международных правил, которые защищают здоровье людей, участвующих в терапии (нормативы GCP). Эти правила регламентируют применение экспериментальных методов лечения. В настоящее время применение экспериментальных методов лечения может проводиться только у добровольцев при наличии их письменного согласия на лечение и полной информированности.

## Виды экспериментального лечения
- Фокусированный ультразвук высокой интенсивности (HIFU) — разрушение опухоли высокоэнергетическим фокусированным ультразвуком.
- Генная терапия — для людей, генетически предрасположенных к злокачественным опухолям. Генная терапия — введение в опухоль генов, заставляющих клетки гибнуть (самопроизвольно или под влиянием химиотерапии) или не дающих им размножаться.
- Криоабляция — процесс локального замораживания и девитализации тканей, позволяющий прицельно создать зону некроза необходимой формы и размера для деструкции поражённой ткани и прилежащих по краю здоровых клеток.
- Локальная гипертермия. Сеанс нагрева опухолевых тканей до температуры, которая вызывает их гибель. Сеансы гипертермии требуют специального оборудования. Не путать с физиотерапевтическими процедурами в горячей ванне, которые иногда называются «Сеанс Гипертермии».
- Ангиостатические лекарства — лекарства, которые мешают образованию капилляров в опухоли, после чего опухолевые клетки погибают, лишённые доступа питательных веществ. Некоторые блокаторы Ангиогенеза уже применяются в онкологии, однако продолжается изучение новых фармакологических субстанций.
- Лазеротерапия — метод, основанный на трансформации световой энергии лазерного луча в тепловую: температура внутри железы на несколько секунд достигает 60 °C. На фоне этой температуры быстро развивается клеточная смерть.
- Использование анаэробных бактерий для уничтожения центральной части опухоли, куда плохо проникают лекарства[6]. Периферия опухоли хорошо уничтожается химиотерапией.
- Вакцинация против злокачественных клеток.
- Многокомпонентные системы, в которых одновременно назначается несколько медикаментов, оказывающих синергическое действия (Semicarbazide-Cadmium Therapy). Это позволяет получить лечебный эффект с более низкими дозами препаратов, чем при стандартной химиотерапии. Многокомпонентные системы — попытки объединения принципов классической и холистической медицины.
- Нанотерапия — введение в организм человека нанороботов, которые используются для диагностики болезни, и либо доставляют лекарство в нужную точку, либо сами атакуют злокачественную опухоль и её метастазы (может быть комбинированно), так же могут использоваться для мониторинга состояния организма человека длительное время. Тераностика, термин обозначает процесс одновременной диагностики болезни и ее лечения. Многообещающая технология будущего, в настоящее время идут разработки. В частности, наночастицы, «сотканные» из кремния, в отличие от золота, серебра, оксида титана, селенида кадмия и многих других, не вредят и даже помогают организму, поскольку результатом их распада является кремниевая кислота, необходимая для укрепления костей и роста соединительных тканей.[7]
- Нейтронозахватная терапия (Neutron Capture Therapy). Введение в организм специальных нерадиоактивных медикаментов, которые избирательно накапливаются в раковой опухоли. После этого опухоль облучается потоком слабого нейтронного излучения. Медикаменты активно реагируют на это излучение и многократно усиливает его внутри самой опухоли. В результате этого раковые клетки погибают. При этом суммарные дозы облучения, которые получает человек намного ниже чем при использовании обычной радиотерапии. Перспективная высокоточная и безопасная терапия. В настоящее время идут исследования, связанные с созданием нанотехнологий предназначенных для улучшения доставки подобных медикаментов в опухоль.
- Таргетная терапия. Направлена на разрушение атипичных клеток за счёт входа молекул в атипичную клетку, приведения этой клетки в голодание и её разрушение с последующим вызыванием апоптоза. Элементы апатичной клетки выходят из организма естественным путем.

## Достоинства и недостатки экспериментального лечения
Достоинства:
- Возможность хороших клинических эффектов у больных, которым не помогают «стандартные» методы лечения.
- Возможность получения бесплатной терапии, если больной участвует в проведении клинических испытаний.
- Возможность принести пользу обществу в развитии новых методов лечения.

Недостатки:
- Непредсказуемость действия. Меньше информации о возможных побочных эффектах по сравнению с обычной терапией.
- Сложность поиска организации, которая проводит эффективное лечение.
- Необходимость оплачивать терапию, если больной не участвует в клинических испытаниях.